# Ho Chi Minh
Ho Chi Minh (en vietnamita: Hồ Chí Minh; Nghệ An, 19 de mayo de 1890-Hanói, 2 de septiembre de 1969), nacido como Nguyễn Sinh Cung, fue un revolucionario y político anticolonial vietnamita. Fue líder independentista y miembro fundador tanto del Partido Comunista Francés  como del Partido Comunista de Vietnam, primer ministro entre los años 1945-1955 y presidente de la República Democrática de Vietnam desde 1951 hasta su muerte.
Antes de tomar el poder, Ho Chi Minh viajó por muchos países, se dice que utilizó de 50 a 200 alias diferentes. En términos de ideología, Ho Chi Minh era un marxista-leninista.
Fue el líder del movimiento de independencia del Viet Minh, dirigió la Revolución de Agosto en 1945 y fundó la Vietnam del Norte después de las elecciones generales de 1946. Después de la victoria en la batalla de Dien Bien Phu de 1954, finalizó la guerra de Indochina. 
Durante la guerra de Vietnam, Ho Chi Minh fue una figura clave en las filas de liderazgo de Vietnam del Norte y el Frente Nacional para la Liberación de Vietnam del Sur. En 1975, ganó la guerra la República Democrática de Vietnam, las dos regiones de Vietnam se unieron, dando lugar al nacimiento de la República Socialista de Vietnam. Saigón pasó a llamarse Ciudad Ho Chi Minh en honor a él y a este evento.
Ho Chi Minh dejó la política en 1965 por motivos de salud y murió en 1969. Además de sus actividades políticas, Ho Chi Minh también fue escritor, poeta y periodista con muchas obras escritas en vietnamita, chino y francés.

## Biografía

Fotografía de Ho Chi Minh tomada en 1921, durante un Congreso comunista celebrado en Marsella (Francia).

Ho Chi Minh nació en la villa de Hoàng Trù (el nombre del templo local cerca de Làng Sen), el pueblo de su madre, en la región de Annam, en el centro de Vietnam, el 19 de mayo de 1890. El nombre de Ho Chi Minh significaba «el que ilumina». Su verdadero nombre era «Nguyễn Sinh Cung» (en el lenguaje local «Nguyen Sinh Coong»). A partir de 1895, creció en el pueblo de su padre Nguyễn Sinh Sắc (Nguyễn Sinh Huy), de Làng Sen, Kim Liên, Nam Đàn y la provincia de Nghệ An. Tenía tres hermanos: su hermana Bạch Liên (Nguyễn Thị Thanh), empleada del ejército francés; su hermano Nguyễn Sinh Khiêm (Nguyễn Tất Đạt), geomántico y herbolario tradicional; y otro hermano (Nguyễn Sinh Nhuận), quien murió en la infancia. Cuando era niño, Cung (Ho) estudió con su padre antes de tener clases más formales con un erudito llamado Vuong Thuc Do. Rápidamente dominó la escritura china, un requisito previo para cualquier estudio serio del confucianismo, mientras perfeccionaba su escritura vietnamita coloquial. Siguiendo la tradición confucianista, su padre le dio un nuevo nombre a la edad de diez años: «Nguyễn Tất Thành» (Nguyễn «El Realizado»).
Su padre era un erudito y maestro confuciano y más tarde un magistrado imperial en el pequeño y remoto distrito de Binh Khe (Qui Nhơn). Fue degradado por abuso de poder después de que una figura local influyente muriera varios días después de haber recibido 102 golpes de caña como castigo por una infracción. Su padre era elegible para servir en la burocracia imperial, pero se negó porque significaba servir a los franceses. Esto expuso a Thành (Ho) a la rebelión a una edad temprana y parecía ser la norma para la provincia. Sin embargo, recibió una educación francesa, asistiendo al Collège Quốc học (liceo de educación secundaria) en Huế. Sus discípulos, Phạm Văn Đồng y Võ Nguyên Giáp también asistieron a esa escuela, al igual que Ngô Đình Diệm, el futuro presidente de Vietnam del Sur (y rival político).
La manifestación antiesclavitud (anti-corvée) de campesinos pobres en Huế en mayo de 1908 había sido el momento en que surgió su perspectiva revolucionaria. Debido a que su padre había sido despedido, ya no tenía ninguna esperanza de obtener una beca gubernamental y se dirigió hacia el sur, tomando un puesto en la escuela Dục Thanh en Phan Thiết durante unos seis meses, para luego viajar a Saigón.

### Vida en Francia
Aparentemente debido al lema «libertad, igualdad y fraternidad» se motivó a ir a Francia; sin embargo, la ley colonial imperante no permitía que los vietnamitas nativos salieran del país. No obstante, la única manera de trasladarse a Europa en ese entonces era aceptando un trabajo en un barco, por lo que viajó primero a Londres y luego a París.
Trabajando como ayudante de cocina en un vapor francés, el Amiral de Latouche-Tréville, utilizó el alias «Văn Ba». Luego, el vapor partió el 5 de junio de 1911 y llegó a Marsella el 5 de julio de 1911. Después, el barco partió hacia Le Havre y Dunkerque, regresando a Marsella a mediados de septiembre. Allí, solicitó ingresar a la Escuela Administrativa Colonial Francesa, pero su solicitud fue rechazada. A pesar de ello, decidió comenzar a viajar trabajando en barcos y visitó muchos países desde 1911 hasta 1917.
De 1919 a 1923, Thành (Ho) comenzó a mostrar interés en la política mientras vivía en Francia, influenciado por su amigo y camarada del Partido Socialista de Francia Marcel Cachin. Thành afirmó haber llegado a París desde Londres en 1917, pero la policía francesa solo tenía documentos que registraban su llegada en junio de 1919. En París se unió al Groupe des Patriotes Annamites (El grupo de patriotas vietnamitas) que incluía a Phan Chu Trinh, Phan Văn Trường, Nguyễn Thế Truyền y Nguyễn An Ninh. Al entrar en contacto con nacionalistas indochinos, poco a poco va añadiendo a su pensamiento político la ideología del marxismo: se afilió al Partido Socialista y, posteriormente, al Partido Comunista. De hecho, participó en el congreso fundacional de este último partido en diciembre de 1920.
Posteriormente, el Partido Comunista de Francia fundó una organización para los miembros de origen colonial que residían en Francia y, en abril de 1922, se creó la publicación Le Paria, editada por el propio Ho.
Antes de la llegada de Thành a París, publicó artículos periodísticos que abogaban por la independencia vietnamita bajo el seudónimo de «Nguyễn Ái Quốc» ("Nguyễn el Patriota"). Asimismo, el grupo de patriotas vietnamitas solicitó el reconocimiento de los derechos civiles del pueblo vietnamita en la Indochina francesa a las potencias occidentales en las conversaciones de paz de Versalles. Citando el principio de autodeterminación esbozado antes en los acuerdos de paz, solicitaron a las potencias aliadas que pusieran fin al gobierno colonial francés de Vietnam y aseguraran la formación de un gobierno independiente.
Dado que Thành era la cara pública detrás de la publicación del documento (aunque fue escrito por Phan Văn Trường), pronto se hizo conocido como Nguyễn Ái Quốc y usó el nombre por primera vez en septiembre durante una entrevista con un corresponsal de un periódico chino.

### Estancia en la Unión Soviética
De París se trasladó a Moscú en 1923, donde participó en varios congresos de la Internacional Comunista. Más tarde se trasladó a China como traductor y ayudante de Mijaíl Grusenberg Borodin, consejero del Kuomintang en sus relaciones con el Partido Comunista de China.

### Regreso a Asia
Por encargo de la Komintern, se integró en la Escuela Militar de Huangpu para enseñar a las organizaciones comunistas asiáticas el arte de la guerra revolucionaria. El director era el coronel Chiang Kai-shek y el jefe del departamento político era Zhou Enlai, quienes posteriormente serían rivales en la guerra civil china.
En la noche del 3 de abril de 1927, cuando Chiang Kai-shek se enfrentó a los comunistas con una enorme matanza, Ho Chi Minh consiguió huir y siguió en la clandestinidad organizando la revolución en Siam (actual Tailandia) y en China, pasando de cárcel en cárcel, de tortura en tortura, impulsando huelgas, motines y levantamientos armados.
Por eso, aquel mismo año, Ho Chi Minh fundó en Hong Kong el Thanh Nien, el Partido Comunista de Vietnam.
A finales de la década de 1930, Vietnam padeció un giro importante en su situación, con la sustitución del dominio de Francia por el de Japón, que ocupó el país con 50 000 hombres.

### Regreso a Vietnam
Liberado de la cárcel por los Aliados en 1940, regresó a su país veintiocho años después de haberlo abandonado. Luchó en la guerrilla durante los cinco años de la ocupación japonesa.
Para liberar al país de la nueva invasión, en 1941 funda el Việt Nam Ðộc Lập Ðồng Minh Hội, más conocido como Viet Minh, o Frente para la Liberación de Vietnam. También crea un ejército guerrillero dirigido por Võ Nguyên Giáp, uno de los generales revolucionarios más prestigiosos del mundo. Es en esta época cuando comienza a usar de forma regular el nombre por el que será conocido: Ho Chi Minh, que combina Hồ (胡), un apellido común vietnamita, con el nombre Chí Minh (志明), que suele traducirse como espíritu o voluntad brillante. 
Durante muchos años vivió en una pequeña casa, pese a los ofrecimientos del Gobierno de trasladarse a un domicilio mejor.

## La lucha por la independencia

### Guerra contra Francia
Los franceses querían recuperar sus dominios coloniales y volvieron a ocupar el país, mientras los guerrilleros vietnamitas rechazaban a los japoneses en el norte.

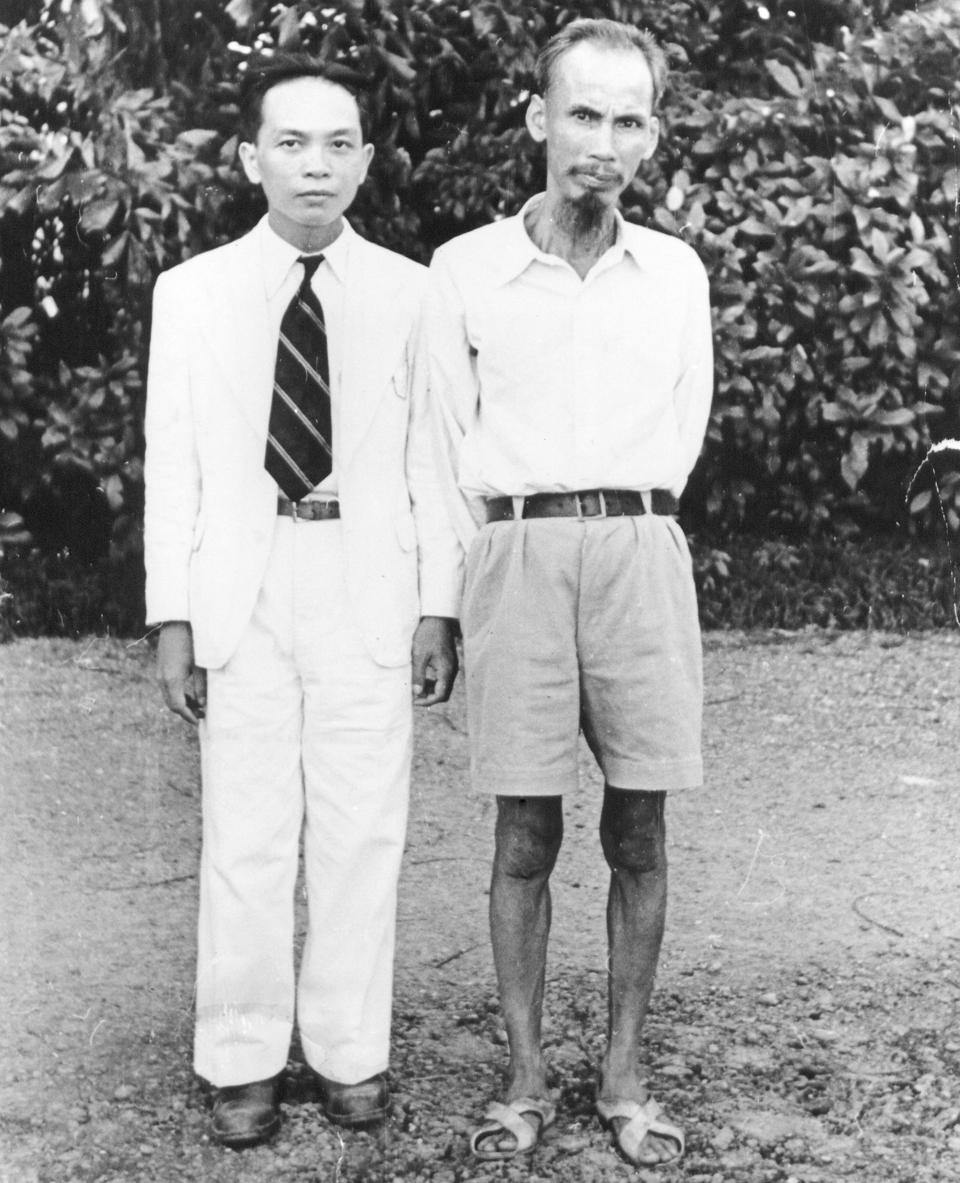
Giáp y Ho.

El Viet Minh organizó la insurrección general, logró la independencia nacional (el 2 de septiembre de 1945, declarada en Hanói por Ho) y fundó la República Democrática de Vietnam, un Estado comunista. Pero al retornar los colonialistas franceses en 1946, se desató una nueva y cruenta guerra que se prolongó durante nueve años. El 23 de noviembre de 1946 los franceses bombardearon Haiphong, con más de 6000 víctimas mortales. El pueblo reaccionó el 19 de diciembre con una insurrección en Hanói.

### Presidente de Vietnam

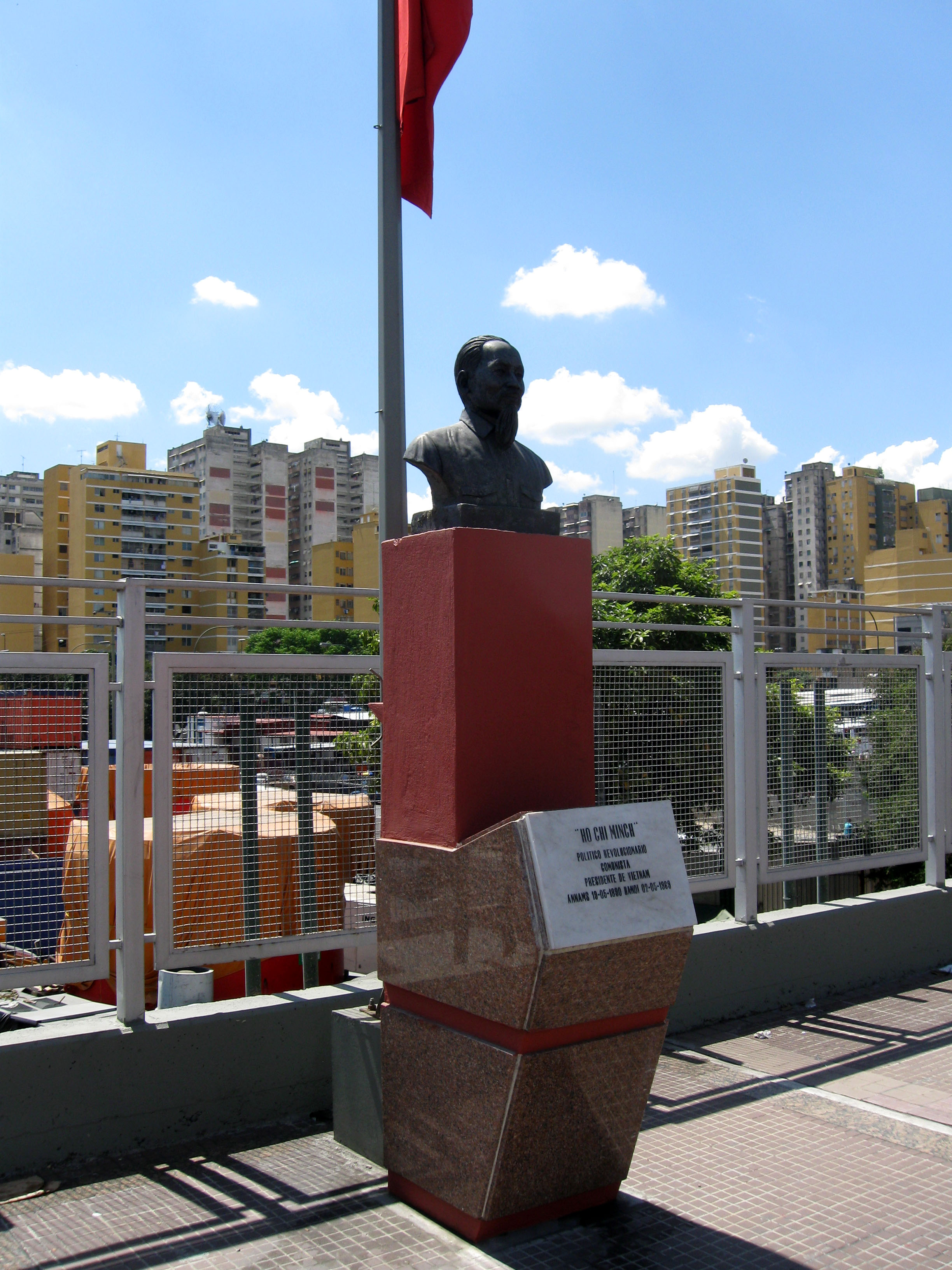
Busto de Ho Chi Minh en Caracas, capital de Venezuela.

Los colonialistas comenzaron a retroceder: cae Dong Khi, evacuan Cao Bang, luego Lao Kay, y posteriormente Dinh Lap. Francia claudicó y tuvo que pedir el apoyo de los Estados Unidos; sin embargo, el apoyo estadounidense no sirvió de nada. Tras la batalla de Điện Biên Phủ (el 7 de mayo de 1954), los franceses son derrotados y Ho Chi Minh es proclamado presidente de la República Democrática de Vietnam.
Entre 1953 y 1956, el gobierno de Vietnam del Norte introdujo varias reformas agrarias, incluidas "reducciones de alquileres" y "reformas agrarias", que fueron acompañadas de represión política.  Entre 10 000 y 15 000 personas fueron ejecutadas durante la campaña de reforma agraria.
En la política exterior, Vietnam mantuvo relaciones diplomáticas con países socialistas como China, Corea del Norte, la Yugoslavia del Mariscal Tito y la propia Unión Soviética. Realizó y recibió distintas visitas de estado incluyendo al líder soviético Nikita Jruschov, Josip Broz Tito, Indira Gandhi, Mao Zedong y Zhou Enlai. 

A pesar de que el norte y el sur debían unificarse y realizar elecciones nacionales, en Vietnam del Sur se produjo el golpe de Estado del prooccidental Ngô Đình Diệm con el apoyo de la CIA, quien rechazó el plan de elecciones e hizo preparativos bélicos. El mismo Dwight Eisenhower (entonces presidente de los Estados Unidos) creía que un 80 % de los vietnamitas habrían votado por el popular Hồ, por eso los Estados Unidos decidieron apoyar al sur, tratando de contener la fuerte influencia comunista en el Sudeste Asiático. 

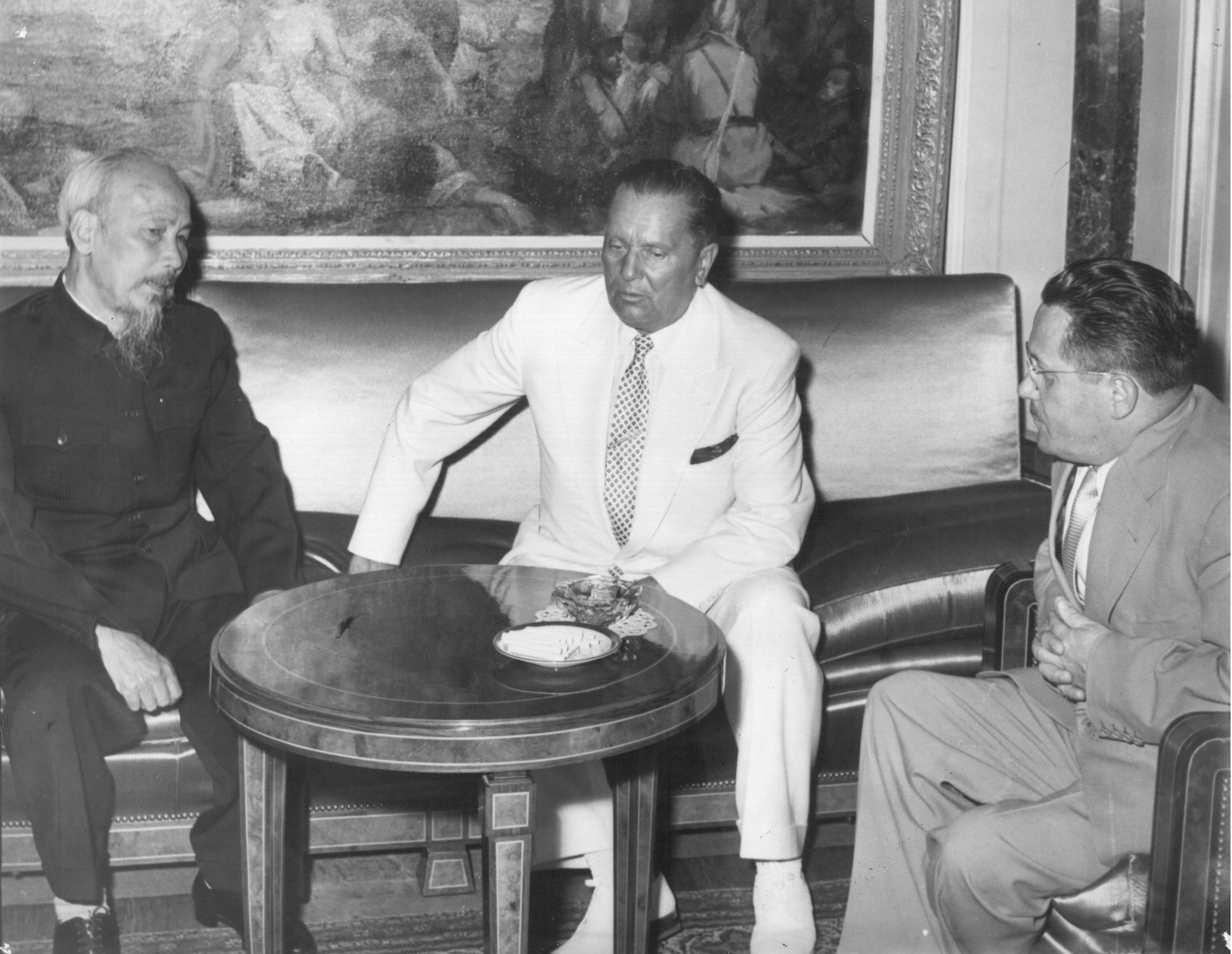
Ho Chi Minh con el presidente Tito en Belgrado.

A los Acuerdos de Ginebra le siguieron un periodo de 300 días en que casi un millón de vietnamitas, en su mayoría católicos, emigraron al sur, y otro grupo de vietnamitas budistas y comunistas se establecieron en el norte. Hồ impulsó y ordenó el apoyo a las guerrillas que ya actuaban desde el año anterior en Vietnam del Sur, formando el Frente Nacional de Liberación (FNL), y el Viet Cong, nombre que recibió su guerrilla de liberación.

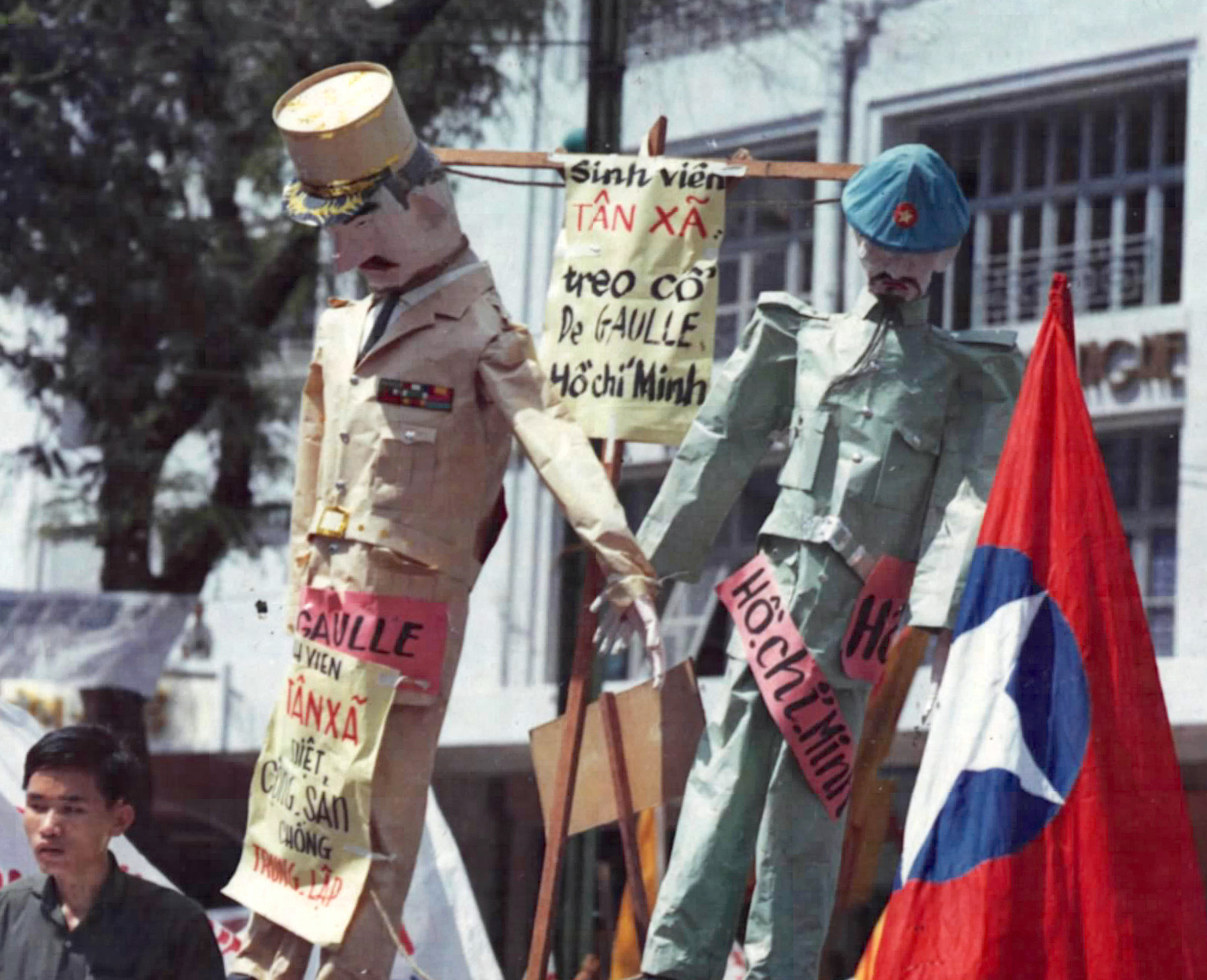
Propaganda en señal de protesta contra Charles de Gaulle y Ho Chi Minh.

### La guerra contra Vietnam del Sur
La guerra contra los franceses fue seguida por una guerra entre Vietnam del Norte y Vietnam del Sur, quienes fueron apoyados por los Estados Unidos.  Estados Unidos envió una gran fuerza militar para luchar contra el ejército de Vietnam del Norte y el VC en 1965 y se retiró en 1973. La guerra terminó en 1975, más de 5 años después de la muerte de Ho Chi Minh, cuando las fuerzas de Vietnam del Norte invadieron el Sur y derrotaron a su ejército. Más de 1,3 millones de personas murieron.

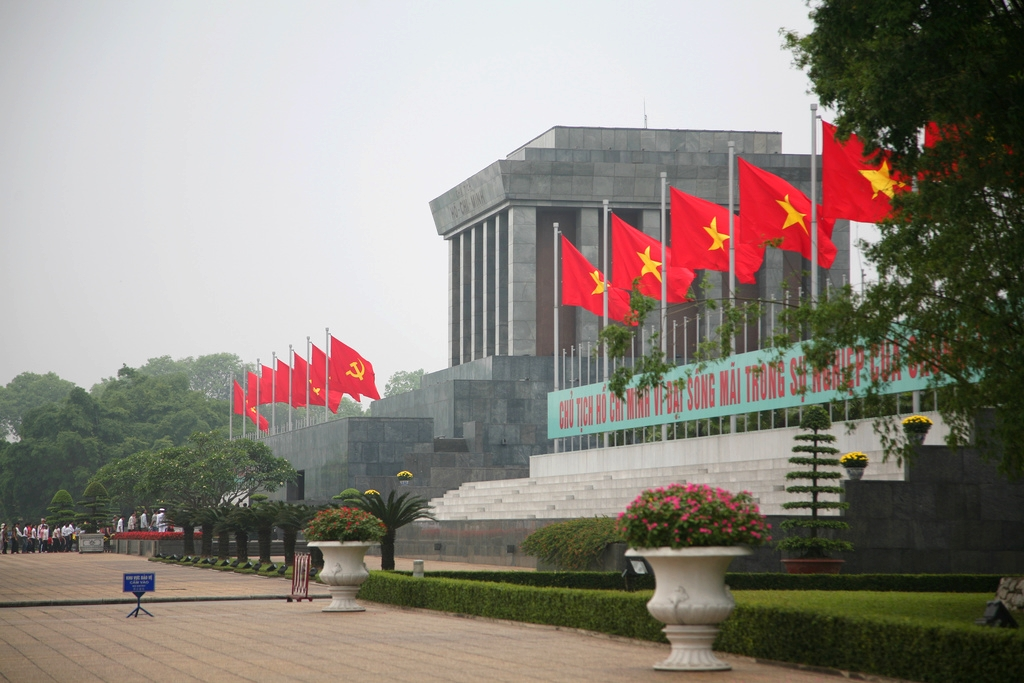
Mausoleo de Ho Chi Minh en Hanói.

## Muerte de Ho Chi Minh
Ho Chi Minh murió durante la mañana del 2 de septiembre de 1969, en su casa en Hanói debido a un paro cardíaco a la edad de 79 años, a causa de la tuberculosis. Deseaba ser incinerado, y había declarado que este método de sepultura «es más higiénico, y ahorra espacio para la agricultura». A pesar de sus deseos, Ho Chi Minh fue embalsamado por orden del gobierno. Su cuerpo se exhibe en un mausoleo similar a los de otros líderes comunistas como Lenin, Mao Zedong, Kim Il-sung y Kim Jong-il, en la ciudad de Hanói, en el Mausoleo de Ho Chi Minh.
El Mausoleo de Hồ Chí Minh (en vietnamita: Lăng Hồ Chí Minh) está ubicado en la plaza Ba Dinh de Hanói, la capital del país.
Hồ murió antes de que finalizase la guerra contra los estadounidenses y pudiera ver un Vietnam comunista unificado.
El 5 de septiembre de 1969, escribió en sus Apuntes el expresidente mexicano Lázaro Cárdenas del Río: "Ho Chi Minh y Gandhi, dos luchadores, ejemplos de virtudes cívicas en la historia universal, que sirvieron a su patria con estoica rectitud, sin omitir esfuerzos personales, sin vanidades y con el único fin de liberar a sus pueblos de la opresión extranjera".

## Vida personal

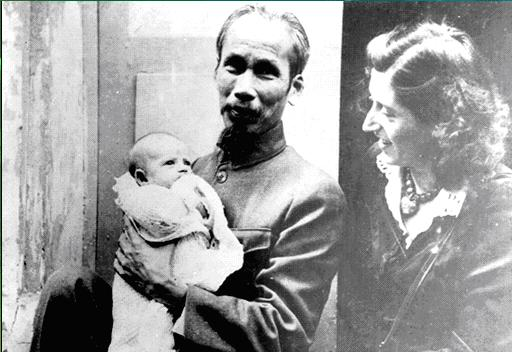
Ho Chi Minh cargando a su ahijada, la bebé Elizabeth Aubrac, con la madre de Elizabeth, Lucie en 1946.

Además de político, Ho Chi Minh también fue escritor, periodista, poeta y políglota.  Su padre era un erudito y maestro que recibió un alto grado en la dinastía Nguyễn en un examen imperial.  A Hồ se le enseñó a dominar el chino clásico a una edad temprana. Antes de la Revolución de agosto, a menudo escribía poesía en Chữ Hán (el nombre vietnamita del sistema de escritura chino).  Uno de ellos es Poemas del diario de la prisión, escrito cuando fue encarcelado por la policía de la República de China Esta crónica de poesía es el Tesoro Nacional de Vietnam Número 10 y fue traducida a muchos idiomas. Se utiliza en las escuelas secundarias vietnamitas.
Después de que Vietnam se independizó de Francia, el nuevo gobierno promovió exclusivamente el Chữ Quốc Ngữ (sistema de escritura vietnamita en caracteres latinos) para eliminar el analfabetismo. Hồ comenzó a crear más poemas en el idioma vietnamita moderno para difundirlos a una gama más amplia de lectores. Desde que asumió la presidencia hasta la aparición de graves problemas de salud, un breve poema suyo fue publicado periódicamente en el periódico Nhân Dân durante el Tết (año nuevo lunar) para animar a su pueblo para  trabajar, estudiar o luchar contra los estadounidenses en el nuevo año.

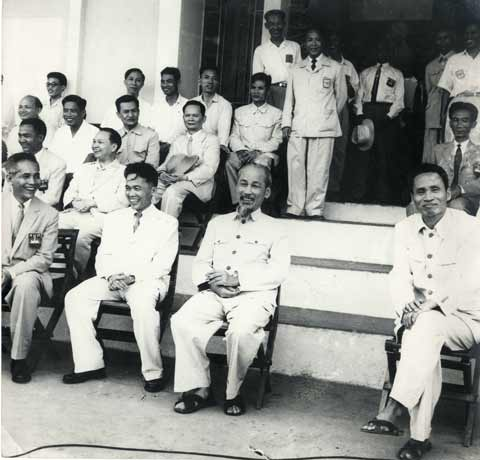
Ho Chi Minh viendo un partido de fútbol de su manera favorita, con su camarada más cercano, el primer ministro Phạm Văn Đồng sentado a la izquierda de Ho (foto a la derecha).

Debido a que estuvo en el exilio durante casi 30 años, Hồ podía hablar con fluidez, así como leer y escribir profesionalmente en francés, inglés, ruso, cantonés y mandarín, así como en su lengua materna, el vietnamita. Además  , se informó que hablaba esperanto. En la década de 1920, fue jefe de oficina / editor de muchos periódicos que estableció para criticar el gobierno de la Indochina francesa y con fines de propaganda comunista. Los ejemplos son Le Paria (El Paria) publicado por primera vez en París en 1922 o Thanh Nien (Juventud) publicado por primera vez el 21 de junio de 1925 (el 21 de junio fue nombrado por el gobierno de la República Socialista de Vietnam como Día del Periodismo Revolucionario de Vietnam).
En muchas visitas oficiales estatales a la Unión Soviética y China, a menudo hablaba directamente con sus líderes comunistas sin intérpretes, especialmente sobre información ultrasecreta.  Mientras era entrevistado por periodistas occidentales, usó el francés.[cita requerida] Su acento vietnamita tenía un fuerte acento de su lugar de nacimiento en la provincia central de Nghệ An, pero podía entenderse ampliamente en todo el país. 
Como presidente, celebró recepciones formales para jefes de Estado y embajadores extranjeros en el palacio Presidencial ubicado en Hanói, pero no vivió allí. Ordenó la construcción de una casa sobre pilotes en la parte trasera del palacio, que hoy se conoce como el [sitio Histórico del Palacio Presidencial. Sus pasatiempos (según su secretario Vũ Kỳ) incluían la lectura, la jardinería, alimentar a los peces (muchos de los cuales todavía están[¿cuándo?] vivos), y visitas a escuelas y hogares de niños[cita requerida]
Ho Chi Minh permaneció en Hanói durante sus últimos años, exigiendo la retirada incondicional de todas las tropas no vietnamitas en Vietnam del Sur. En 1969, con las negociaciones aún alargándose, su salud comenzó a deteriorarse debido a múltiples problemas de salud, incluida la diabetes que le impidió participar en más actividades políticas activas. Sin embargo, insistió en que sus fuerzas en el sur continuaran luchando hasta que todo Vietnam se reunificara sin importar el tiempo que pudiera tomar, creyendo que el tiempo estaba de su lado.[cita requerida]
El matrimonio de Ho Chi Minh ha estado envuelto en secreto y misterio durante mucho tiempo. Varios estudiosos de la historia vietnamita creen que se casó con Zeng Xueming en octubre de 1926. aunque solo pudiendo vivir con ella menos de un año. El historiador Peter Neville afirmó que Ho (en ese momento conocido como Ly Thuy) quería involucrar a Zeng en los movimientos comunistas pero demostró falta de habilidad e interés en ello. En 1927, la creciente represión del Kuomintang de Chiang Kai-shek contra el Partido Comunista Chino obligó a Ho a irse a Hong Kong, y su relación con Zeng parecía haber terminado en ese momento. 
Además del matrimonio con Zeng Xueming, hay una serie de estudios publicados que indican que Ho tuvo una relación romántica con Nguyễn Thị Minh Khai. Como mujer revolucionaria joven y animada, Minh Khai fue delegada a Hong Kong para servir como asistente de Ho Chi Minh en abril de 1930 y rápidamente llamó la atención de Ho debido a su atractivo físico. Ho incluso se acercó a la Oficina del Lejano Oriente y solicitó permiso para casarse con Minh Khai a pesar de que el matrimonio anterior con Zeng seguía siendo legalmente válido. Sin embargo, el matrimonio no pudo llevarse a cabo ya que Minh Khai había sido detenido por las autoridades británicas en abril de 1931.

## Legado

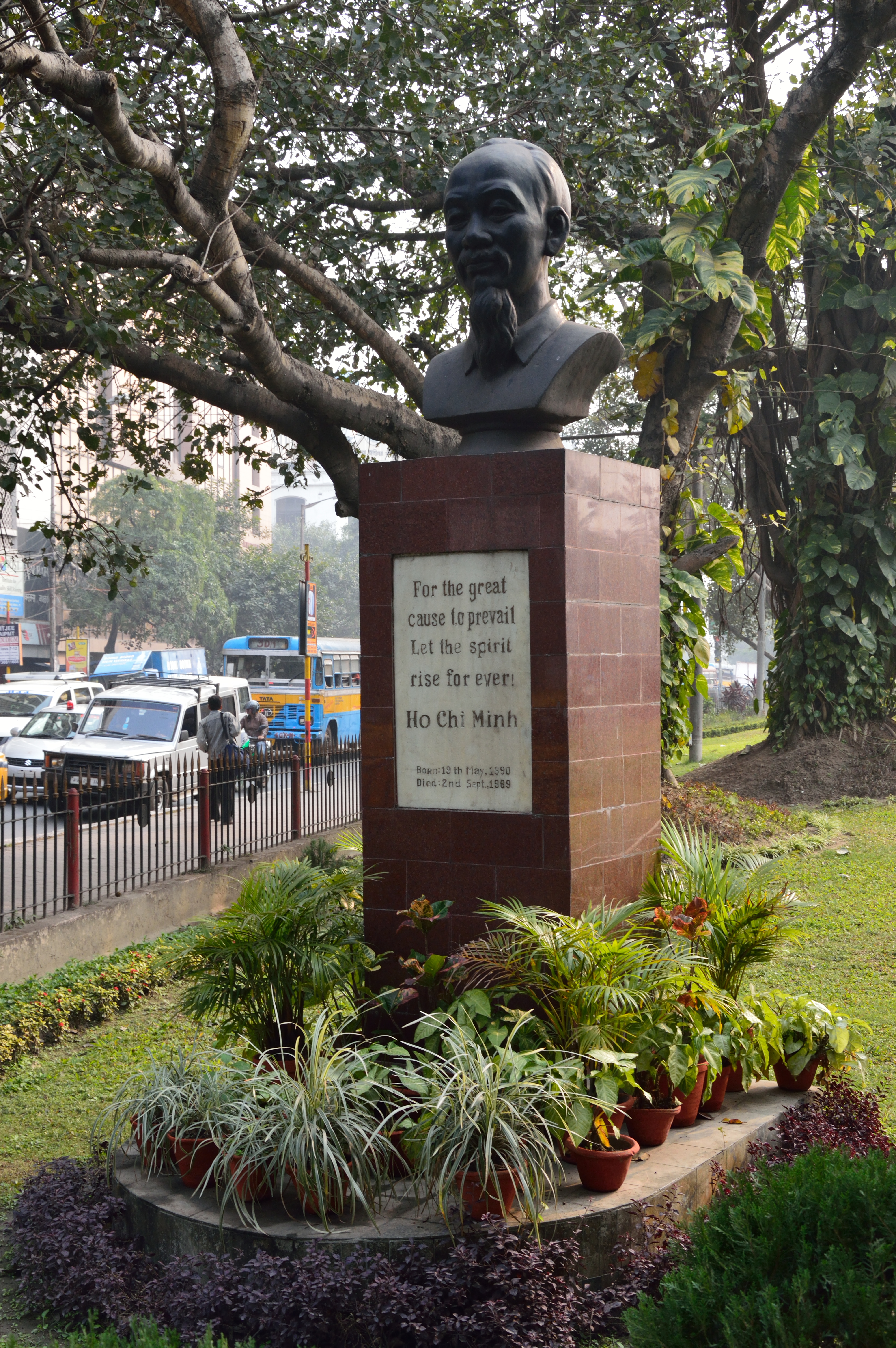
Busto de Ho Chi Minh en Kolkataen la India.

Ho Chi Minh es considerado uno de los líderes más influyentes del mundo. Time lo incluyó en la lista de las 100 personas más influyentes del siglo XX (Time 100) en 1998. Su pensamiento y revolución inspiraron a muchos líderes y personas a escala mundial en Asia, África y América Latina durante la descolonización que ocurrió después de la Segunda Guerra Mundial.  
Como comunista, fue una de las pocas figuras internacionales relativamente bien consideradas y no enfrentó el mismo grado de crítica internacional que otras facciones comunistas, e incluso ganó elogios por sus acciones.
En 1987, la UNESCO recomendó oficialmente a sus Estados miembros "unirse a la conmemoración del centenario del natalicio del Presidente Ho Chi Minh organizando diversos eventos en homenaje a su memoria", considerando "la importante y polifacética, las contribuciones del presidente Ho Chi Minh en los campos de la cultura, la educación y las artes" quien "dedicó su vida entera a la liberación nacional del pueblo vietnamita, contribuyendo a la lucha común de los pueblos por la paz, la independencia nacional, la democracia y el progreso social  ".
Una de las obras de Ho Chi Minh, La Raza Negra, en gran parte escrita originalmente en francés, destaca sus puntos de vista sobre la opresión de los pueblos por parte del colonialismo y el imperialismo en 20 artículos escritos. Otros libros como "Revolución", que publicó obras y artículos seleccionados de Ho Chi Minh en inglés, también destacaron la interpretación y las creencias de Ho Chi Minh en el socialismo y el comunismo, y en la lucha contra lo que percibía como males derivados del capitalismo, el colonialismo, y el imperialismo.
La imagen de Ho Chi Minh aparece en los billetes y su retrato en lugares prominentes en muchos edificios gubernamentales de Vietnam. Una condecoración lleva su nombre y retrato: la Orden de Ho Chi Minh. Cuando, seis años después de su muerte, los combatientes vietnamitas derrotaron a las tropas de Vietnam del Sur, los carros de combate llevaban una pancarta: «Tú siempre marchas con nosotros, tío Hồ». En 1975, Saigón fue renombrada Ciudad Ho Chi Minh en su honor.
El cantautor chileno Víctor Jara dedicó a la figura de Ho Chi Minh su reconocido tema «El derecho de vivir en paz». También el cantautor venezolano Alí Primera dedicó un tema a la memoria de este personaje con el título «Inolvidable Ho Chi Minh», y el trovador cubano Pablo Milanés compuso en 1967 una canción dedicada a Ho Chi Minh titulada «Su nombre puede ponerse en versos».

## Obras
- Proceso de la colonización francesa.
- Diario de prisión (poemas)
- Programa del Partido Comunista de Indochina.
- Acciones que “deben hacerse” y que “no deben hacerse”.
- El leninismo y liberación de los pueblos oprimidos.